# Joe Giorgiani
Joe Giorgiani es un trompetista norteamericano de jazz, nacido en la década de 1940.
Comenzó su actividad profesional hacia 1965, y pasó a formar parte de la big band de Buddy Rich en 1969, grabando varios discos, entre ellos el conocido "Keep the customer satisfied" (1970). En 1975 entró a formar parte de la banda de jazz-rock Blood, Sweat & Tears, como segundo trompeta, en una sección de metales junto a Tony Klatka, Dave Bargeron y Bill Tillman. Con ellos grabó dos álbumes, New city e In concert, antes de dejar la banda en 1977.
Tras dejar el grupo, trabajó con sus propias formaciones y como músico de sesión, grabando discos con artistas como Terence Trent D'Arby, John Allmark, Clay Orborne y otros. Participó también en numerosas Bandas sonoras y musicales de Broadway, entre los que destacan "All shook up!" y "Fame on 42nd street". Trabajó también con la banda de jazz-rock Quintessence, dirigida por el también trompetista Alan Quinn, y con músicos de jazz como el saxofonista ruso Igor Butman (2002), junto a Billy Cobham.